# Эдам-Волендам
Эда́м-Воленда́м (нидерл. Edam-Volendam) — община в провинции Северная Голландия, Нидерланды.

## Состав общины
В общину Эдам-Волендам входят два основных населённых пункта Эдам и Волендам, а также деревни Битс, Хобреде, Квадийк, Миддели, Остуйзен, Шардам, Вардер и часть польдера Де Пурмер.
Община Эдам-Волендам в свою очередь входит в состав городского региона Амстердам.

## История
Изначальное название общины было Эдам. В 1974 году совет общины принял решение о смене названия. В 1975 году это было утверждено королевским указом.
В 2012 году совет общины Зеванг подал  запрос о присоединении к общине Эдам-Волендам. В мае 2013 года слияние двух общин было одобрено советом общины Эдам-Волендам. Слияние общин состоялось 1 января 2016 года.

## Население
На 2020 год население двух главных населённых пунктов составляло:
- Эдам — 7171 чел.
- Волендам — 22461 чел.

| Год  | Численность | Численность |
| ---- | ----------- | ----------- |
| 1980 | 23 299      | [ 6 ]       |
| 1990 | 24 866      | [ 6 ]       |
| 2000 | 27 687      | [ 6 ]       |
| 2010 | 28 583      | [ 6 ]       |
| 2016 | 35 460      |             |
| 2017 | 35 800      | [ 7 ]       |
| 2018 | 35 953      | [ 7 ]       |
| 2019 | 36 099      | [ 7 ]       |
| 2020 | 36 197      | [ 8 ]       |
| 2021 | 36 268      | [ 2 ]       |